# دنیل کورال
دنیل کورال (به انگلیسی: Daniel Corral) ژیمناست زادهٔ ۲۵ ژانویهٔ ۱۹۹۰ میلادی اهل کشور مکزیک است.